# Pecten
Pecten is een geslacht van tweekleppige weekdieren, dat fossiel bekend is vanaf het Vroeg-Carboon. Tegenwoordig bestaan er nog diverse soorten van dit geslacht. Sommige soorten zijn van groot economisch belang. Sluitspieren en gonaden van de mosselen worden gegeten (zie ook onder coquille).

## Beschrijving
De even scharnierende of enigszins ongelijke scharnierende behuizingen zijn waaiervormig, afgerond of eivormig van opzet en van gemiddelde tot grote omvang. Ze zijn vaak bijna gelijkzijdig of slechts enigszins ongelijk. De ene klep is vaak iets convexer dan de andere. De vortex vormt de punt van de waaier of zit ongeveer in het midden aan de bovenkant. Aan beide zijden van de wervels bevinden zich vleugelvormige schaalprocessen, de zogenaamde oren. Ze kunnen bijna even groot of heel verschillend zijn. Het vooroor van de rechterflap vertoont vaak een min of meer grote incisie voor de byssus. De soort leeft vrij, gedeeltelijk drijvend, of vastgemaakt met byssus of gecementeerd tot op de bodem met de juiste flap. De rand van het slot heeft geen tanden.
De soorten Pecten hebben slechts één grote sluitspier ('monomyar') en daarom slechts één grote sluitspierafdruk. De schaal is meestal solide, maar kan ook dunner en broos zijn. De versiering bestaat heel vaak uit radiale ribben van verschillende intensiteiten en ontwerpen of golvingen van de schaal en meestal ondergeschikte concentrische groeiriemen of ribben. De concentrische versiering is zelden sterker dan de radiale versiering. De meeste soorten hebben opvallende tekeningen op het oppervlak, vaak van verschillende kleuren. De klep linksboven is meestal intenser gekleurd dan de klep rechtsonder. De binnenkant is meestal wit, maar kan ook gekleurde patronen hebben.
Een opvallend kenmerk van de Pecten-schelpen zijn hun vele ogen op de rand van de jas. Dat is de reden waarom ze een overeenkomstig ontwikkeld zenuwstelsel hebben met een concentratie van ganglia in het viscerale gebied. Bovendien kunnen veel soorten bij het naderen van een roofdier, bijvoorbeeld een zeester, zwemmen en ontsnappen door de schelpen snel meerdere keren samen te vouwen om aan het gevaar te ontsnappen. De lengte van de schelp bedraagt circa 2,5 tot twintig centimeter.

## Leefwijze
Dit geslacht bewoont tamelijk ondiepe wateren met een voorkeur voor zuiver zand, waarin kuiltjes worden gemaakt, waarin ze gaan liggen. Het heeft ook de mogelijkheid, zich te verplaatsen door middel van het beurtelings openen en sluiten van de kleppen.

## Soorten
- Pecten afribenedictus Kilburn & Dijkstra, 1995
- Pecten albicans Schröter, 1802
- Pecten dijkstrai Duncan & G. Wilson, 2012
- Pecten diomedeus Dall, Bartsch & Rehder, 1938
- Pecten dorotheae Melvill in Melvill & Standen, 1907
- Pecten erythraeensis G.B. Sowerby II, 1842
- Pecten excavatus Anton, 1838
- Pecten fumatus Reeve, 1852
- Pecten jacobaeus Linnaeus, 1758 (Jakobsmantel)
- Pecten keppelianus Sowerby III, 1905
- Pecten maximus Linnaeus, 1758 (Grote mantel)
- Pecten novaezelandiae Reeve, 1853
- Pecten raoulensis Powell, 1958
- Pecten sulcicostatus Sowerby II, 1842
- Pecten waikikius Dall, Bartsch & Rehder, 1938

## Uitgestorven soorten
- † P. hemphillii Dall, 1879
- † P. alcesianus McLearn, 1933
- † P. alpha Dall, 1898
- † P. argillensis Conrad, 1860
- † P. assinboiensis Russell & Landes, 1937
- † P. aztecus Bose, 1906
- † P. barretti Seeley, 1861
- † P. bifidus Menke, 1843
- † P. cadwalladerensis McLearn, 1942
- † P. ceibanus Cooke, 1928
- † P. coderensis Harris, 1927
- † P. collapsus White, 1887
- † P. coralliphila Olsson, 1922
- † P. deformis Tate, 1887
- † P. dendyi Hutton, 1902
- † P. disparatus Wood, 1882
- † P. elixatus Conrad, 1846
- † P. expansus Smith, 1847
- † P. flemingianus de Koninck, 1863
- † P. gramamensis Maury, 1930
- † P. grapteus Maury, 1924
- † P. humphreysii Conrad, 1842
- † P. inaequalis Cossmann & Lambert, 1884
- † P. kokcharofi de Verneuil, 1845
- † P. mclellani Gibson, 1987
- † P. mediacostatus Hanna, 1926
- † P. mendenhalli Arnold, 1906
- † P. nearchi Vredenburg, 1928
- † P. nugenti Brown, 1913
- † P. palmipes Tate, 1886
- † P. paradezii d'Orbigny, 1842
- † P. pascoei Cox, 1936
- † P. pictus Cossmann & Lambert, 1884
- † P. pilgrimi Cox, 1936
- † P. plebeia Lamarck, 1806
- † P. politus Gemmellaro, 1896
- † P. pontiamnis McLearn, 1942
- † P. pseudosolarium Hassan, 1953
- † P. ptychotis M'Coy, 1847
- † P. sanctiludovici Anderson & Martin, 1914
- † P. santarosanus Bose, 1905
- † P. saskatchewanensis Warren, 1934
- † P. seabeensis Richards, 1947
- † P. sealyi Richards, 1947
- † P. sedanensis Martin, 1909
- † P. silentiensis McLearn, 1926
- † P. squamula Lamarck, 1806
- † P. suwanneensis Dall, 1898
- † P. thaumastus Maury, 1924
- † P. tyaughtonae McLearn, 1942
- † P. vasseli Fuchs, 1878
- † P. vaughani Cooke, 1919
- † P. vigintisulcatus Müller, 1776
- † P. wendelli Tucker, 1934